# Хэ Донюн
Хэ Донюн, упоминается также как Хэ Дон Юн, Хе Дон-Юн, Хе До Юн (1896 год, уезд Сончжин, провинция Северный Хамгён, Корея — дата смерти неизвестна) — звеньевой колхоза «Полярная звезда» Средне-Чирчикского района Ташкентской области, Узбекская ССР. Герой Социалистического Труда (1951).

## Биография
Родился в 1896 году в крестьянской семье в уезде Сончжин провинции Северный Хамгён, Корея.
С 1909 года проживал в Приморской области. С начала 1930-х годов трудился рядовым колхозником в колхозе «Красный партизан» Шкотовского района.
В 1937 году депортирован на спецпоселение в Ташкентскую область, Узбекская ССР. С 1940 года — рядовой колхозник, звеньевой полеводческого звена по выращиванию многолетних трав в колхозе «Полярная звезда» (с 1974 года — колхоз имени Ким Пен Хва) Средне-Чирчикского района.
В 1950 году звено Хэ Донюна получило в среднем по 149,7 центнеров сена многолетних трав с каждого гектара на участке площадью 21,4 гектара. Указом Президиума Верховного Совета СССР от 1 ноября 1951 года удостоен звания Героя Социалистического Труда с вручением ордена Ленина и золотой медали «Серп и Молот».
Трудился в колхозе «Полярная звезда» до выхода на пенсию в 1968 году. Персональный пенсионер союзного значения.
Дата смерти не установлена.
Награды
- Герой Социалистического Труда
- Орден Ленина
- Медаль «За доблестный труд в Великой Отечественной войне 1941—1945 гг.»